# 王少卿 (京剧琴师)
王少卿（1900年—1958年），北京人，京劇琴師、作曲家、樂器工藝家，發明京劇界簡稱為「二胡」，通稱京二胡的京劇二胡這種樂器，曾長期擔任梅蘭芳的琴師。
父親王鳳卿是資深京劇老生演員，王少卿幼年跟賈洪林、鮑吉祥學唱老生，1918年起轉為琴師，師從曹心泉習京劇音樂藝術。
1923年到1924年間發明京劇二胡。
曾為梅蘭芳、姜妙香編創許多新唱腔，擔任梅蘭芳的京劇二胡和京劇胡琴伴奏很多年，姜妙香和自己的父親王鳳卿的京劇胡琴伴奏多年。
中日戰爭以前，梅蘭芳灌錄的上百張京劇唱片幾乎都是徐兰沅京劇胡琴，他拉京劇二胡，只有少部份是徐蘭沅的學生任莘壽（1949年移民香港）擔任京劇二胡。
日本戰敗，梅蘭芳復出登台唱戲，鼓師請王燮元，徐蘭沅年事較高，京劇胡琴逐漸改由他擔任，較有代表性的是1948年梅蘭芳、姜妙香聯合主演的彩色京劇電影《生死恨》（費穆導演，中國電影史上第1部自製的彩色京劇電影），他是劇藝顧問（音樂指導）和京劇胡琴（操琴），場面領導；鼓師是王燮元，京劇二胡是他的學生倪秋萍。
京劇音樂學生有倪秋萍、顧永湘、沈雁西、盧文勤、梁訓益（1949年移民台灣，1說是徐蘭沅的學生）等多人。